# Afrolimnophila guttularis
Afrolimnophila guttularis är en tvåvingeart som först beskrevs av Edwards 1926.  Afrolimnophila guttularis ingår i släktet Afrolimnophila och familjen småharkrankar. Inga underarter finns listade i Catalogue of Life.